# Słot (zespół muzyczny)
Słot (ros. СЛОТ) – rosyjski zespół muzyczny grający m.in. alternatywny metal i nu metal.
Założony 2 lutego 2002 roku. Laureat nagród Russian Alternative Music Prize (RAMP) w kategoriach «Wokal Roku» (w 2005 roku RAMP 2005 – Uljana «IF» Jelina) i «Hit roku» (w 2006 i 2008 roku).

## Historia

### Początki
Po długich poszukiwaniach wokalistki i licznych przesłuchaniach CACHE (Igor "Cache" Łobanow) zaprosił do zespołu Tieonę Dolnikową, występującą w głównych rolach w musicalach «Mietro» (Метро) i «Notr-Dam de Pari» (Нотр-Дам де Пари); grupa zrealizowała z nią swoje pierwsze demo. Płyta składała się z pięciu nagrań: «INTRO», «Odni», «Chaos», «Bumierang» i «Kłon». Latem 2002 roku demo przypadkowo dostało się do rąk Ilii Ugławy, menadżera marketingu kompanii Sony BMG Music Entertainment (RUS), dobrze znającego Tieonę, dzięki ich wspólnym występom w musicalu «Mietro». W szybkim czasie Ilja został menadżerem grupy.
Pierwszy koncert grupy miał miejsce w klubie «Toczka» we wrześniu 2002 roku na markowym przedsięwzięciu «TWIST FEST-2». Realizowany w jego ramach konkurs na stronie internetowej realmusic.ru (gdzie przez parę miesięcy publiczność w otwartym głosowaniu wybierała najlepszy z 3000 przedstawionych nagrań) był bardzo pomyślny dla grupy – utwór «Odni» ani razu podczas głosowania nie spadł poniżej 5 miejsca i ostatecznie zwyciężył. Finał konkursu odbył się w klubie «16 tonn». Z pięciu uczestniczących w finale zespołów jury wybrało SLOT.
Szerszej publiczności grupa dała się poznać dzięki rosyjskiemu filmowi «Bumier» (Бумер). Dwa utwory («Kłon» i «Tolko by prikaływało»), umieszczone na ścieżce dźwiękowej do filmu, stały się pierwszymi oficjalnymi nagraniami grupy. W kinach zapowiedź filmu zawierała utwór «Kłon» i napis «Soundtrack – Siergiej Sznurow i jego projekt grupa „SŁOT”».

### 2003 – 2006
W październiku 2003 wyszedł pierwszy albumu – «Słot I» (Слот I). Parę miesięcy później Tieona Dolnikowa rozstała się z grupą, która musiała znaleźć nową wokalistkę, w 2003 roku stała się nią Uliana «IF» Jelina. Współpracowała z grupą aż do ukazania się albumu «2 wojny» (2 войны), w którym była nie tylko wykonawcą, ale i autorem kilku utworów (Płastika, Kołybielnaja, 2 Wojny). Jesienią 2005 solistka SŁOT została laureatem nagrody RAMP 2005 w kategorii «Wokal Roku».
Po odejściu Uliany, gitarzysty, perkusisty i managera do grupy zaproszono Michieiczia (basy) i Мr. Dudu (perkusja), nowym dyrektorem został Anton Djaczienko.

### 2006 – 2007
W lipcu 2006 roku niezależne studio filmowe HHG nakręciło klip z utworem «Dwie Wojny» (reżyser Daniił Salchow). W 2006 roku grupa znowu została nominowana na nagrodę RAMP (od razu w czterech kategoriach) i została jedyną grupą, która weszła do finałów trzech kategoriach. Dzięki aktywnemu poparciu swoich fanów Słot został zwycięzcą w kategorii «HIT ROKU».
10 grudnia 2006 roku w moskiewskim klubie «Tabuła Rasa» został przeprowadzony pierwszy festiwal SŁOTa, jego zbiór wydano pod tytułem «SŁOT festival v.1».
1 stycznia 2007 roku drugi studyjny album grupy «Dwie Wojny» został uznany za najlepszy album rockowy 2006 według rosyjskiego internetowego wydania NEWSmusic.ru. W głosowaniu wzięło udział 25 tysięcy osób.
W 2007 roku grupa aktywnie występowała oraz przygotowywała się do wypuszczenia trzeciego albumu, jednocześnie odbyła trasę koncertową «Dwie Wojny» przez ponad 40 miast Rosji i WNP. Na początku listopada tego roku wyszedł klip z utworem «Miortwyje Zwiozdy» (Мёртвые Звёзды), który poprzedziły single «Trinity» i «Miortwyje Zwiozdy». Utwór «Miortwyje Zwiozdy» trafił na ścieżkę dźwiękową filmu «Boj s Tieńju 2».
Do wyjścia trzeciego studyjnego albumu SŁOTa doszło 18 listopada 2007 roku. Tego dnia w moskiewskim klubie «Tień» odbyła się prezentacja «Trinity». W Petersburgu album został zaprezentowany 24 listopada w klubie «Orłandina».
W ramach «Trinity-trasy» SŁOT wystąpił w ponad 30 miastach Rosji i krajów WNP. W Moskwie SŁOT zagrał wielki koncert w klubie «Toczka», poświęcony pamięci Kenny’ego, bohatera serialu «Southern Park», a także jednej z ich piosenek. Podczas koncertu można było zobaczyć podskakujących na scenie ludzi przebranych za Kenny’ego. Przed koncertem zostało też zorganizowane Wniebowstąpienie Kenny’ego. Następnie SLOT wystąpił z tym solowym programem w Sankt Petersburgu w klubie «Roks», po czym ruszyła w «Тринити-trasę» po miastach Rosji. Po zakończeniu serii koncertów uczestniczyli w paru pomniejszych koncertach i stworzyli remixy swoich utworów.
W 2007 roku ukazały się instrumentalne wersje utworów: Zdieś i Tiepier’, Chaos, 2 wojny, 7 zwonkow, Odni, Nischożdienije, Bumierang i 2 kapli. Zaczynając od kompozycji «Nischożdienije» grupy «Agata Kristi», przedstawionym w pierwszym albumie grupy w roku 2003, SLOT przedstawił swoje aranżacje klasycznych kawałków rosyjskiego rocka, dzięki czemu doszło do wyjścia covera «Ulica Roz» (Улица Роз – Ulica Róż) grupy «Arija».

### 2008 – 2009
Pod koniec roku 2008 grupa wypuściła nowy singiel «Alfa-Ромео + Beta-Джульетта» (Alfa Romieo + Bieta Dżuljetta). W maju 2009 roku wyszedł drugi singiel – «Anime». Utwory z tego singla (Anime, C’est-la-vie (cover grupy «Naiw»)) nie weszły do podstawy płyty czwartego albumu.
Grupę opuścił basista Mix, na jego miejsce w wyniku konkursu przychodzi Nikita „niXOn” Simonow (eks-Seducer’s Embrace, eks.-AnJ).
1 września na pierwszym kanale telewizyjnym grającym muzykę alternatywną A-One doszło do premiery klipu «AngiełOK», nakręconego do utworu z nowego, czwartego albumu.
19 września wyszedł czwarty album grupy – «4ever». Członkowie zespołu zostali wierni swoim tradycjom jak w nazwie albumu, tak i w stylu. Album składa się z dwóch dysków. Na pierwszym jest umieszczony «główny» zestaw utworów: najmocniejszych na rzut oka członków zespołu, a na drugim, nazwanym, „Multimedia” dysku – wszystkie inne prace zespołu, drugi singiel «Anime», wideoklip, fotografie, teksty piosenek i inne.
Od grudnia 2009 rok SLOT wyruszył w trasę promującą album «4ever», gdzie grają dwugodzinne show, w którym zawarte są nowe utworu z albumu, jak i stare kawałki.

### 2010 – dziś

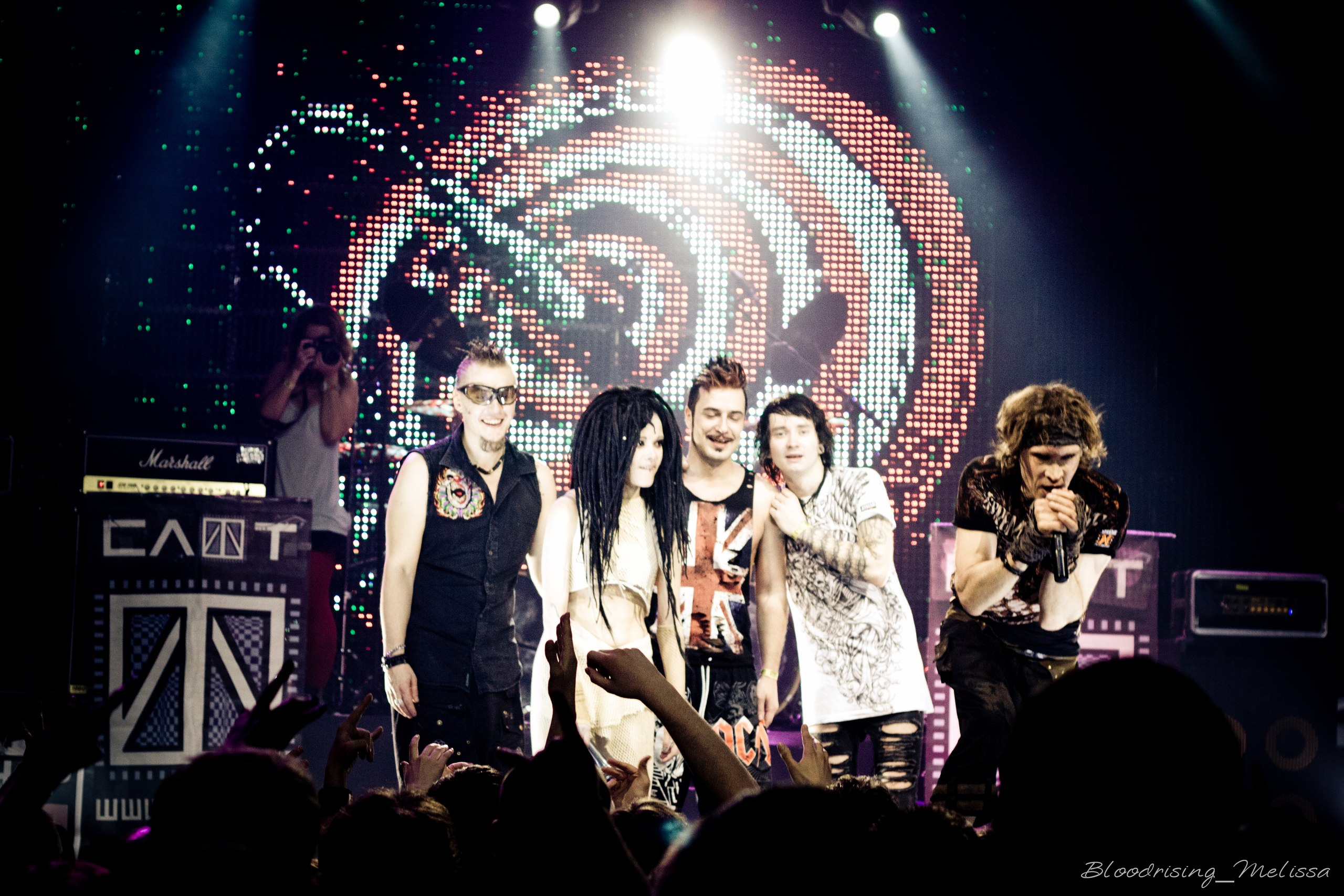
Zdjęcie z koncertu zespołu Słot w Moskwie w 2012 roku

W początku lutego 2010 roku wyszedł na ekrany klip «Doska».
A już w marcu wyszedł nowy klip do utworu «Zierkała» (Зеркала – Lustra), nakręcony przez reżysera Swiatosława Podgajewskiego. Według zamysłu reżysera, klip „Zierkała”, powinien wyglądać jak mistyczna historia w duchu filmów noir. W listopadzie 2010 roku grupa wypuściła klip pod swój nowy utwór „Liego”. Utwór był nagrywany podobnie do ostatniego albumu „4ever”
25 maja 2011 roku SLOT miał zagościć w Polsce, w jednym z warszawskich klubów. Polska miała być drugą pozycją na Europejskiej trasie koncertowej tej grupy, ale ze względów na problemy z menadżerem grupy R.O.D., do koncertu ostatecznie nie doszło.
W marcu 2011 wyszedł klip «Kill me baby one more time». Reżyserem jest Stwiatosław Podgajewski. Utwór porusza tematykę narkomaństwa.
W sierpniu 2011 wyszła długo oczekiwana, pierwsza anglojęzyczna płyta: Break the Code. Nie trzeba było długo czekać, aż niedługo potem jesienią wyszła następna płyta SLOTa – F5. W jej składzie znajduje się także dana w prezencie płyta „Break the Code” oraz klip pod utwór „Sumierki” (Сумерки – Zmierzch) traktujący o wyniszczaniu indywidualności

## Wpływ na kulturę popularną
Muzyka grupy Slot została wykorzystana w rosyjskim modzie do gry Half-Life o nazwie PARANOIA. Mod został wydany 3 grudnia 2007 roku. W czasie rozgrywki można usłyszeć fragmenty instrumentalnych wersji utworów z albumu 2 Войны: Пуля, Террорист, X-Stream, Пластика czy Воронка.

### Cyberpacyfka
W logo zespołu występuje znak [/|\], który powstał ze złożenia wszystkich liter składających się na nazwę zespołu. Został on nazwany cyberpacyfką (ros. киберпацифик) i jest jednym ze znaków rozpoznawczych grupy. Ma on imitować pacyfkę.

## Dyskografia
Albumy:
- 2003 Слот1 (Slot1)
- 2006 2 войны (2 wojny)
- 2007 2 войны /Переиздание/ (reedycja z wokalem Nookie)
- 2007 Trinity
- 2009 [EP] Аниме (Anime)
- 2009 4ever
- 2010 The Best Of
- 2011 Break the Code (w całości w jęz. angielskim)
- 2011 F5
- 2013 Шестой (Szósty)
- 2018 200 кВт

## Wideografia
- 2003 Одни (Sami)
- 2006 2 войны (2 wojny)
- 2007 Мёртвые звёзды (Martwe gwiazdy)
- 2008 Они убили Кенни (Oni zabili Kenny’ego)
- 2009 Ангел О.К. (Aniołek/ Anioł OK)
- 2010 Доска (Deska)
- 2010 Зеркала (Lustra)
- 2010 Лего (Lego)
- 2010 Alone (angielska wersja „Одни”)
- 2011 Kill Me Baby One More Time
- 2011 Сумерки (Zmierzch)
- 2012 Одинокие Люди (Samotni ludzie)
- 2013 Ангел или демон (Anioł lub demon)

DVD
- 2008 Live&Video